# Franz Sagmeister
Franz Sagmeister (Garmisch-Partenkirchen, 21 ottobre 1974) è un bobbista tedesco.

## Biografia
Viene ricordato come vincitore di una medaglia di bronzo nella sua disciplina, vittoria avvenuta ai campionati mondiali del 2003 (edizione tenutasi a Lake Placid, Stati Uniti d'America) insieme al connazionale René Spies
Nell'edizione l'oro andò all'altra nazionale tedesca, l'argento a quella canadese. Vinse anche tre medaglie d'argento nella Coppa del Mondo di bob. Partecipò a due edizioni delle olimpiadi invernali senza successo, si ritirò nel 2005.